# Mosteiro de Cor Virape

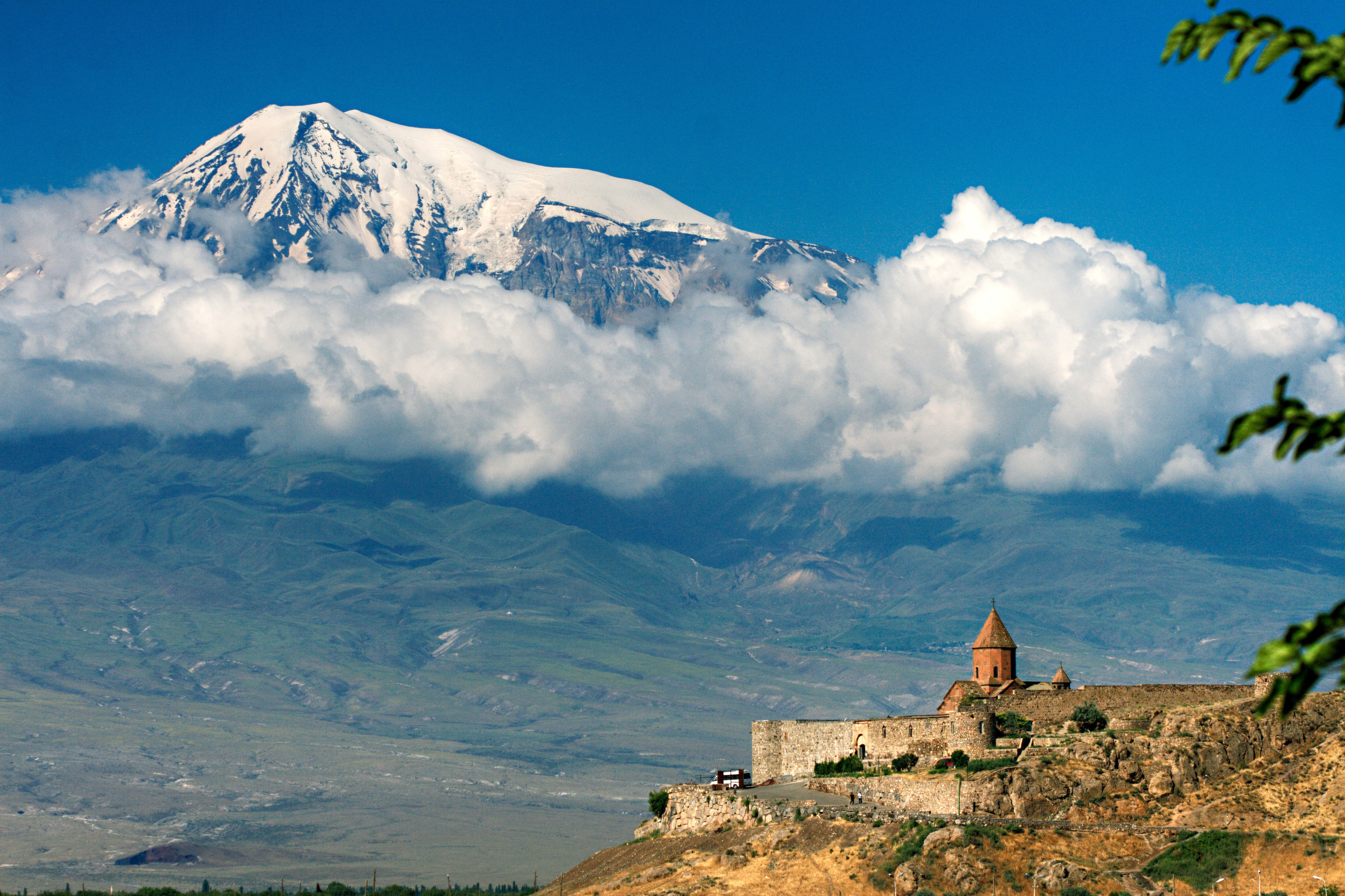
Monte Ararate, visto de Cor Virape, Armênia.

O mosteiro de Cor Virape (em armênio/arménio:  Խոր Վիրապ, calabouço profundo) é um dos mais populares destinos turísticos na Armênia. Sua localização, junto à fronteira turca, oferece uma vista espetacular do Monte Ararate, a montanha que é o símbolo nacional da Armênia.
O mosteiro é um dos lugares mais sagrados dos armênios por ter sido aí que São Gregório Iluminador esteve preso durante 13 anos pelo rei pagão Tirídates III, que Gregório viria a converter ao cristianismo no ano de 301, tornando a Armênia a primeira nação a adotar o cristianismo como religião oficial.
Em meados dos anos 1960, voluntários do Canadian Youth Mission to Armenia ajudaram a restaurar e renovar a catedral.

Vista panorâmica
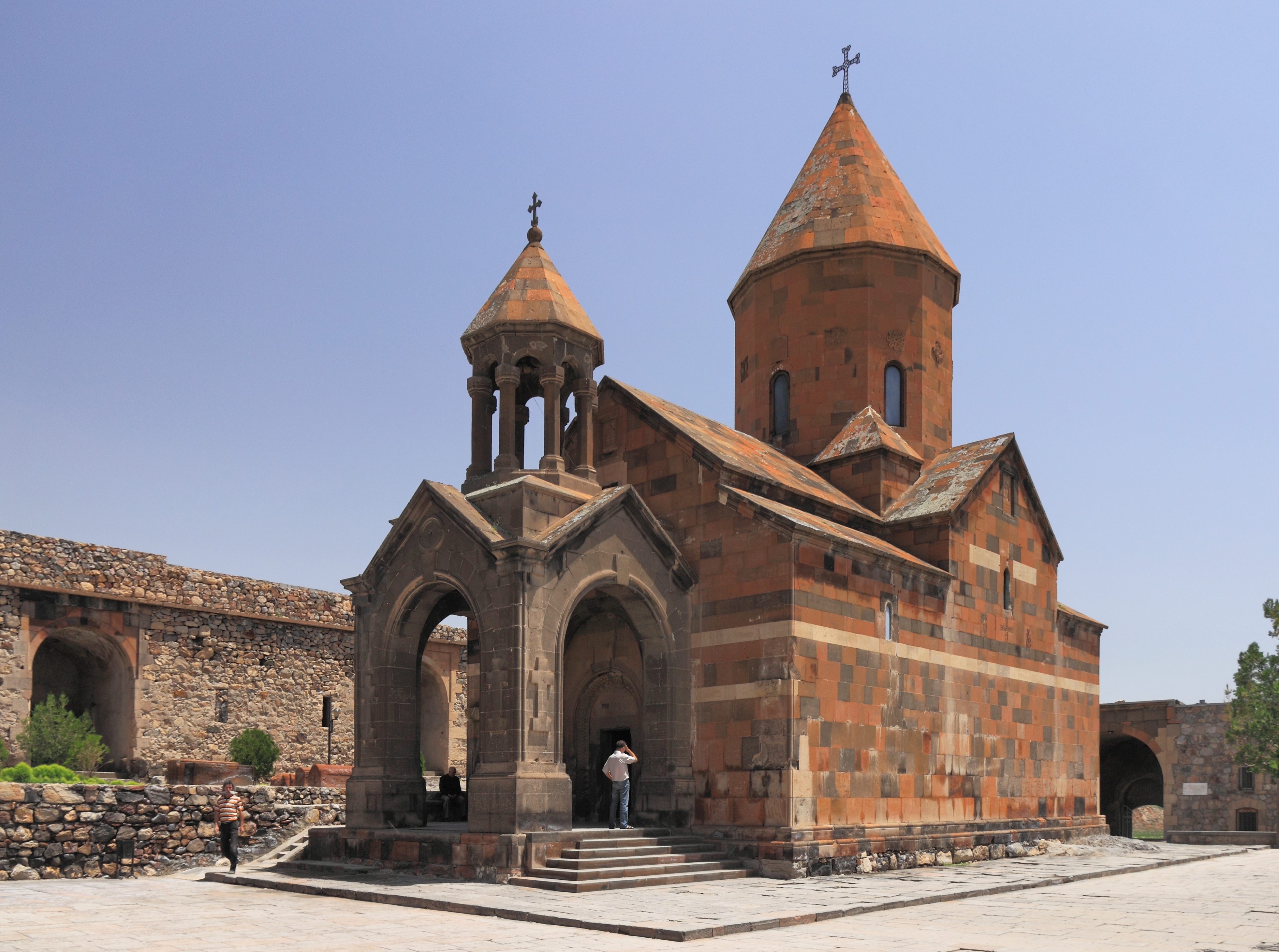
Igreja da Mãe de Deus (Surb Astvacacin)
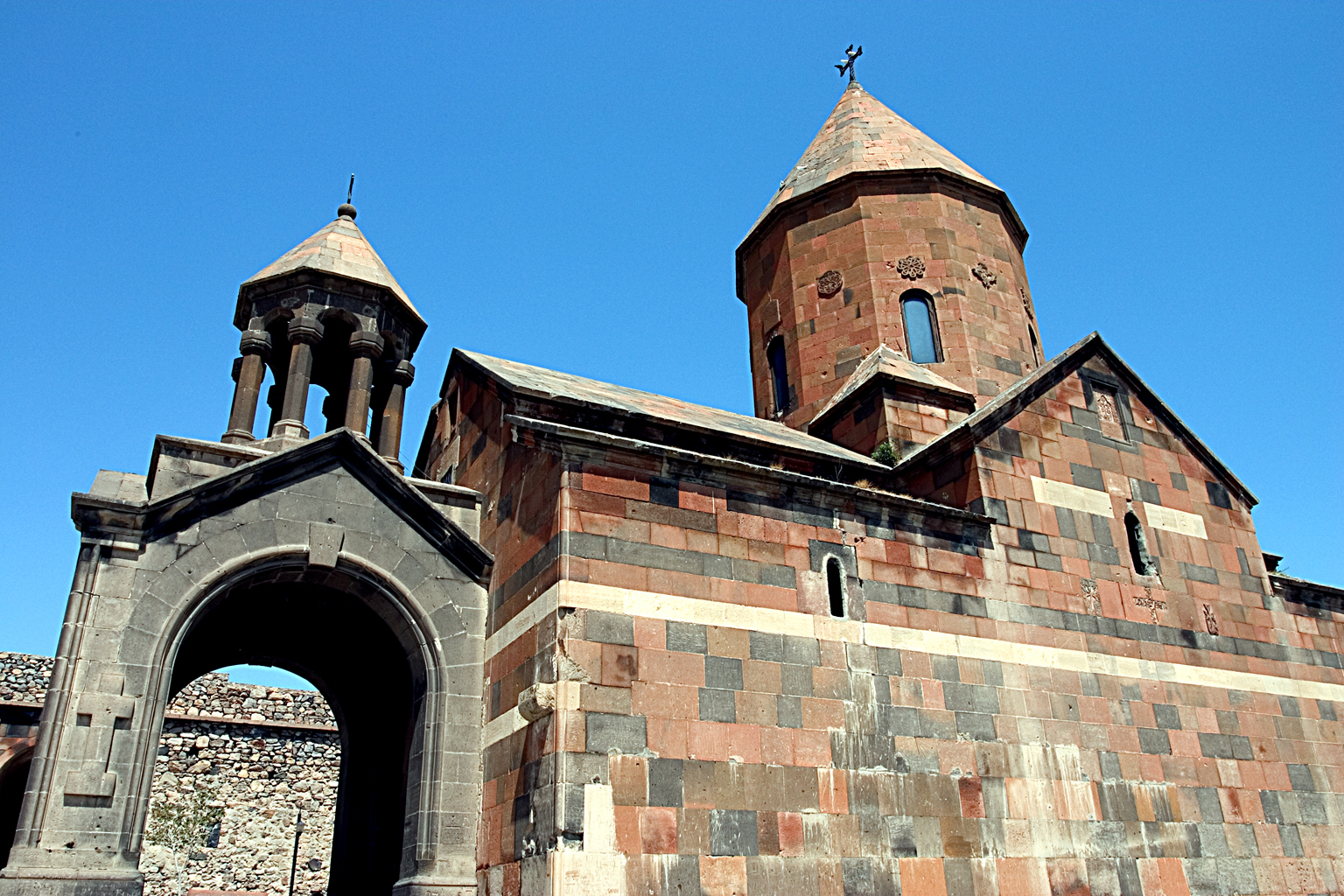
Igreja da Mãe de Deus (Surb Astvacacin)
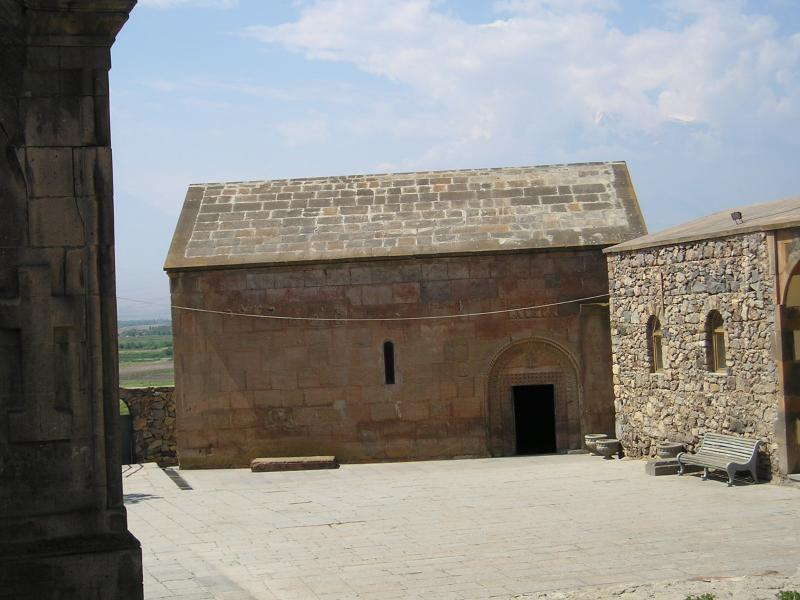
Capela de São Jorge (Surb Gevork)